# ユア・ゲーム
「ユア・ゲーム」(Your Game)は、イギリスのシンガーソングライター、ウィル・ヤングの楽曲。2枚目のスタジオ・アルバム『フライデーズ・チャイルド』から第二弾シングルとしてカットされ、ヤングにとって通算7枚目のシングルとしてリリースされた。

## 受賞
ブリット・アワードで年間最優秀シングル賞を受賞。

## 収録曲

### イギリス盤 CD1
1. ユア・ゲーム
2. ユア・ゲーム（アコースティック・ゴスペル・ヴァージョン）

### イギリス盤 CD2
1. ユア・ゲーム
2. テイク・コントロール
3. ダウン
4. ユア・ゲーム（ビデオ）

## チャート
| チャート (2004年)                        | 最高位 |
| ---------------------------------------- | ------ |
| Australia (ARIA)                         | 81     |
| ベルギー (Ultratip Flanders)             | 16     |
| ヨーロッパ (Eurochart Hot 100)           | 13     |
| アイルランド (IRMA)                      | 10     |
| スコットランド (Official Charts Company) | 3      |
| UK シングルス (OCC)                      | 3      |

| チャート (2004年) | 順位 |
| ----------------- | ---- |
| イギリス (OCC)    | 64   |